# キヤー精練
キヤー精練（きやーせいれん、英: kier boiling）とは、密閉容器（キヤー）を用いる綿織物のバッチ式精練法である。
日本では明治政府の近代化政策により、イギリスより当時の官営工場にて導入された経緯を持つ。世界ではLボックス連続精錬法の普及により、大量生産に向かない為、この精練法を用いられる事はほとんどない。

## 綿（めん）の精練
天然の綿（めん）には不純物としてペクチン質、ろう質、脂肪質、色素ならびに灰分を各少量に含み、これらの不純物の総量は4 - 5％である。精練はこれらの灰雑物を除去してその後の加工において染料および薬剤の浸透を均一良好にし、製品の価値を高めるとともに綿織維の特性を十分に発揮するために行われる。
その不純物を取り除く精練方法は複数あるが、立体高圧精練がま（高圧釜）を用いて釜内の空気を完全に排除し、圧力20 - 40lb/in2の高圧で6 - 8hr苛性煮沸を行う事で不純物を取り除く手法をキヤー精練と呼ぶ。

## キヤー精練の特徴
キヤー精練では釜内が密閉である必要がある。それが不十分であれば空気中の酸素とアルカリ及び熱の作用によって、酸化セルロースを生成し脆化してしまう。その為、釜内の空気が完全に排除される高圧力（20 - 40lb）にする必要がある。

## キヤー精練の方法
綿布はロープ水洗機で洗浄し、釜に積み込まれる。これは精練の結果を左右する重要な工程である為、均一に積み込まなければならない。積み込みが終わると排気バルブを開き、別に設けられた調液タンクから所定量の精練液を循環ポンプを通して釜の中へ入れる。
次に液は釜との予熱塔との間を循環しながら蒸気によって加熱される。温度の上昇にともなって釜内の空気は排除される。圧力が20 - 40lbに達するのにおおよそ1 - 2時間を要し、所定の圧力に達してから4 - 8時間精練を継続する。精練が終わると液を排出し水洗いする。

## 仕上がりの特徴
綿（コットン）の酸化が起きないので、優しいふっくらコットンに仕上がる。他の加工方法に比べ、洗うほどに柔らかくなるのも特記事項。高脱脂が可能の為、吸水性に優れる。